# Куилти
Куилти (англ. Quilty; ирл. Coillte, «леса») — деревня в Ирландии, находится в графстве Клэр (провинция Манстер).

## Демография
| Год  | Численность | Численность |
| ---- | ----------- | ----------- |
| 2002 | 234         |             |
| 2006 | 194         |             |
| 2011 | 181         |             |